# Wielorybnictwo

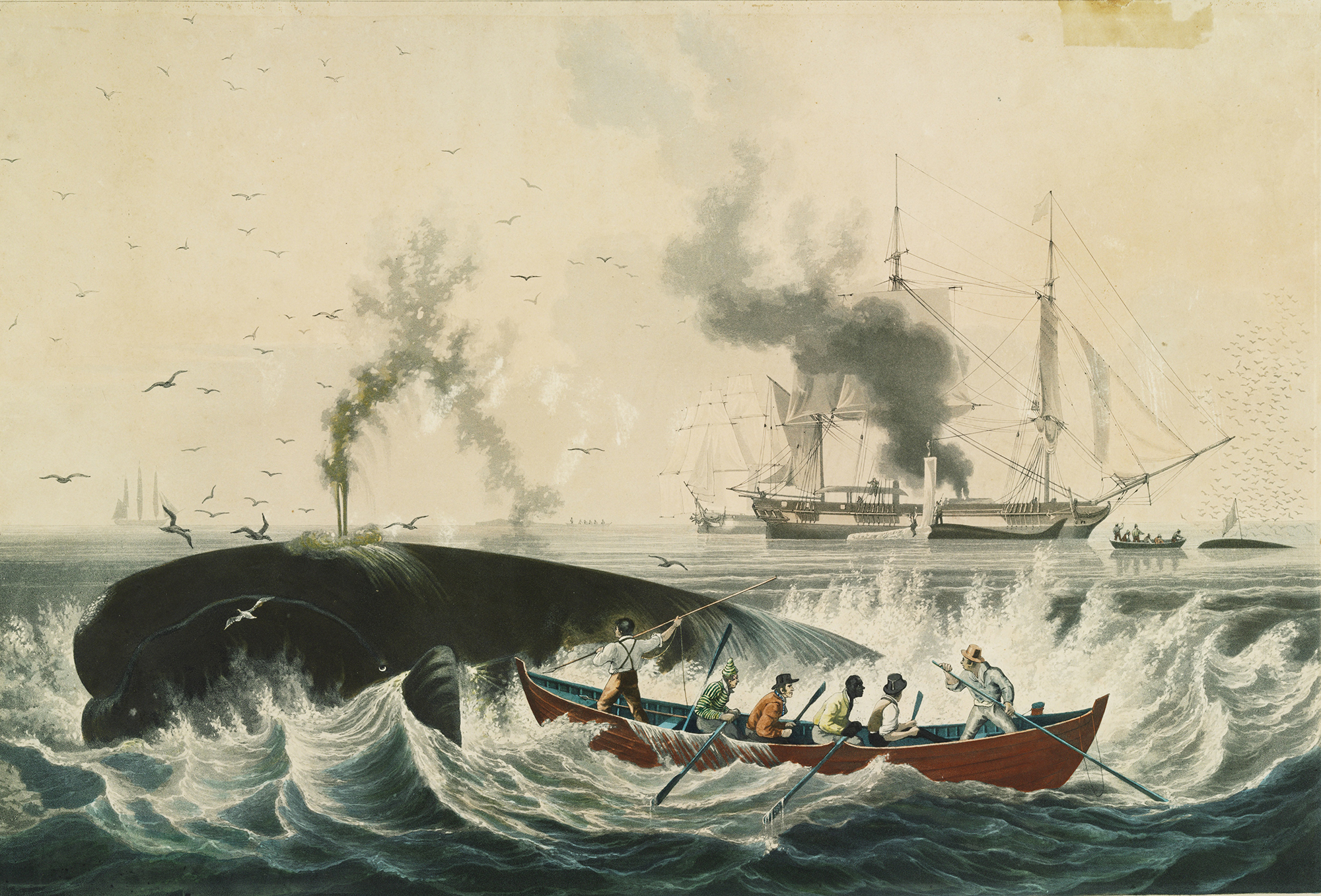
Wielorybnictwo

Wielorybnictwo – polowanie na wieloryby i inne duże walenie w celu pozyskania dostarczanych przez nie surowców: spermacetu, fiszbinu, ambry i innych. Wielorybnictwo intensywnie rozwijało się do początków XX wieku; w miarę jak liczba waleni spadała, a surowce przez nie dostarczane zaczęto zastępować innymi (gaz, elektryczność, plastik itp.) zaczęło gwałtownie tracić na znaczeniu. Mięso wieloryba nigdy nie było cenione dla jego smaku, stanowiło jednak ważne źródło białka, którym nie gardziła ludność obszarów nie obfitujących w białko zwierzęce. Do dziś walenie są źródłem pożywienia Inuitów; do niedawna można było z łatwością kupić konserwy z delfinów, jednakże szeroko zakrojona akcja na rzecz ochrony tych zwierząt zepchnęła przemysłowe przetwórstwo mięsa waleni na margines gospodarki.

## Wczesna historia wielorybnictwa
Początki wielorybnictwa to prawdopodobnie zabijanie zwierząt osiadających na plażach (wyrzucanych na plażę przez fale). Przyczyny tego zjawiska do dziś nie są jasne. Jednakże dla pierwotnego łowcy wieloryb wyrzucony na plażę oznaczał sytość na długie miesiące. Prawdziwe, aktywne wielorybnictwo na własne potrzeby zaczęło się z chwilą, gdy łowca odważył się wypuścić na wodę. Prosta metoda takiego polowania do niedawna wystarczała Inuitom i innym ludom Północy. Czasami służyły do tego celu niewielkie dłubanki lub kilkuosobowe pokryte skórami łodzie, którymi wypuszczano się nawet na kilkadziesiąt kilometrów w głąb morza. Prymitywne wielorybnictwo uprawiali już wikingowie na północnych obszarach Oceanu Atlantyckiego.
Na większą skalę rozwinęli wielorybnictwo Baskowie w XII wieku, polując na wieloryby w Zatoce Biskajskiej. Z czasem Baskowie zaczęli się wypuszczać coraz dalej, a w XVI wieku dotarli do Nowej Fundlandii. Jako potęga wielorybnicza Baskowie byli wynajmowani też przez inne kraje, np. Brytyjczycy korzystali z ich usług w okolicach Spitsbergenu do polowań na wieloryby grenlandzkie. W XVI wieku Holendrzy wprowadzili innowację – oprawianie wieloryba bezpośrednio na okręcie. Zwierzę przytraczano do burty statku i dzielono na części z drewnianych platform lub łodzi. Tłuszcz wytapiano bezpośrednio na okręcie i składowano w beczkach w specjalnej ładowni.

## Wieloryb jako źródło surowców
Wieloryb dostarczał tak wielu surowców, że wielorybnictwo stało się w dobie rewolucji przemysłowej zawodem tyleż popłatnym, co koniecznym. Olej wielorybi był znakomitym smarem do maszyn, paliwem do lamp ulicznych, tłuszczem do produkcji mydła, a wreszcie podstawą do produkcji kredek, plastrów, świec, maści, a nawet atramentu. Najlepszym olejem do lamp był olej z tłuszczu kaszalota, ponieważ nie kopcił w czasie spalania, a do tego nie wydzielał nieprzyjemnej woni, które charakteryzowała tłuszcz innych gatunków wielorybów. Długi fiszbin wielorybów biskajskich i grenlandzkich wykorzystywano do produkcji parasoli, szczotek, łyżek do butów, gorsetów, a nawet sprężyn zegarkowych. Z zębów kaszalota produkowano klawisze do instrumentów i guziki. Scrimshaw sprzedawano jako eleganckie pamiątki. Z kości wytwarzano nawóz, spermacet był niezastąpiony jako znakomity olej smarowy, wykorzystywany nawet w XX wieku, m.in. do smarowania wyrzutni torped na okrętach podwodnych. Ambra – prawdopodobnie wynik niestrawności kaszalota – była warta tyle złota, ile sama ważyła. Największy w historii kawał ambry ważył 456 kg i uratował od bankructwa spore towarzystwo wielorybnicze.

## Japonia
Wielorybnictwo w Japonii (jap. 捕鯨 hogei) ma długą historię. Początki tej działalności datuje się na okres Jōmon (12 000 p.n.e. – 300 p.n.e.). W okresie Edo (1603–1868) techniki połowu zostały znacznie udoskonalone, dzięki czemu zwiększyła się ilość wielorybiego mięsa, zdobywana w skali roku. Zdarzały się spadki w dostawach tego produktu, spowodowane buddyjskim zakazem spożywania mięsa zwierząt, mimo że wieloryby tradycyjnie postrzegane były jako ryby. Boom na spożycie wielorybiego mięsa nastąpił pod koniec II wojny światowej, kiedy to brakowało produktów spożywczych, zawierających białko. W latach 60. mięso wieloryba dostarczało tam 30% dziennego spożycia białka i aż do lat 70. było szeroko wykorzystywane w opłacanym przez rząd programie żywienia szkolnego. Gdy Międzynarodowa Komisja Wielorybnictwa zabroniła połowów wielorybów, Japonia została zmuszona do zaprzestania połowów dla celów komercyjnych.
W 2009 r. ilość wielorybiego mięsa dostępnego w sprzedaży w ciągu roku przekraczała dozwolony poziom, co mogło być spowodowane nielegalnymi dostawami zamrożonego produktu. Aby zaspokoić krajowy popyt na mięso wielorybie, Japonia podpisała kontrakty z Rosją na zakup łącznie 200 białuch. Ponadto Japonia dąży do zniesienia ograniczeń połowu, co spotyka się z protestami na arenie międzynarodowej.

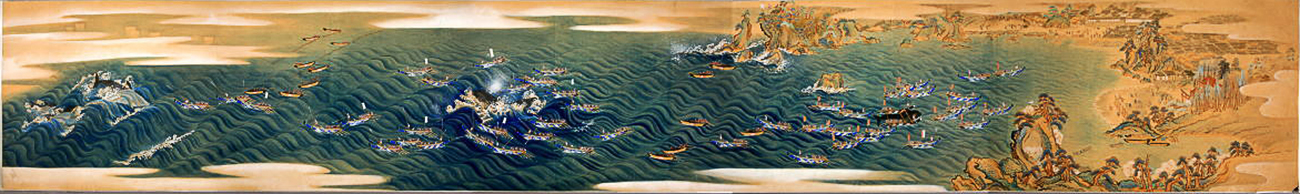
Maki-e z okresu Edo: „Połowy wielorybów w Taiji”

## Nowa Anglia
W XVIII wyrosła nowa potęga wielorybnicza – była nią Nowa Anglia, a zwłaszcza port New Bedford i położone na wyspie Nantucket. Z początku Nantucket, zamieszkane przede wszystkim przez kwakrów, patrzyło z zazdrością na rosnącą potęgę New Bedford, wkrótce jednak jego mieszkańcy wpadli na pomysł wykorzystania współżyjącego z nimi na wyspie plemienia Wampanoagów. Bez tych rodowitych mieszkańców wyspy, których liczebność jeszcze w latach 20. XVII wieku przekraczała liczebność osadników, Nantucket nigdy nie osiągnęłoby takiego sukcesu w dziedzinie wielorybnictwa. Do 1760 roku nantucketczycy praktycznie do szczętu wytępili całą miejscową populację wielorybów. Nie miało to jednak większego znaczenia, bowiem w międzyczasie nauczyli się budować duże statki wielorybnicze, co więcej wyposażone w specjalne piece do wytopu oleju na otwartym morzu. Wprawdzie wojna 1812 roku miała dla wielorybnictwa katastrofalne skutki, ale kwakrzy z Nantucket podnieśli się po tej klęsce bardzo szybko. Już w 1819 roku zapuszczali się na słabo zbadany Pacyfik. Miało to też ujemne skutki – podróże wielorybnicze wydłużyły się z ok. 9 miesięcy do 2–3 lat. W okresie największego rozkwitu wielorybnictwa Nowej Anglii Amerykanie mieli na morzach i oceanach całego świata 735 statków wielorybniczych, w większości wyprodukowanych w Nantucket i New Bedford.

## Organizacja statku wielorybniczego
Marynarz na statku wielorybniczym nie dostawał pensji, a jedynie coś, co w żargonie marynarskim nazywano „dolą” – był to z góry ustalony procent od zysku. Wszelkie dodatkowe wydatki marynarza w czasie rejsu potrącano z doli. Przeciętnie płaca taka wynosiła około kilkuset dolarów za dwa lata pracy. Załoga statku liczyła około 25 osób, w tym kapitan, dwóch oficerów, trzech sterników, steward, chłopiec kabinowy i marynarze. Na statku, zwykle trójmasztowcu, znajdował się piec do wytopu tłuszczu, olbrzymia ładownia do jego składowania, około trzech łodzi wielorybniczych, około trzech łodzi ratowniczych, oddzielne kabiny oficerów i marynarzy.

## Polowanie
Zauważonego wieloryba ścigały 2-3 załogi łodzi wielorybniczych; był to swoisty wyścig do zdobyczy, bo choć łup był wspólny, największa chwała przypadała najszybszym. Oficer operował wiosłem sterowym, natomiast zadaniem harpunnika było rzucić harpun w momencie najbardziej odpowiednim, czyli w chwili, gdy łódź podpłynie najbliżej, a zwierzę wychyli się na tyle, że będzie można celnie w nie trafić. Przeciętna szybkość nie spodziewającego się niczego kaszalota wynosiła 3-4 węzły, łodzie zbliżały się z szybkością dochodzącą do 6 węzłów. Doświadczony wielorybnik z liczby wdechów przed zanurzeniem umiał powiedzieć ile czasu wieloryb spędzi pod wodą. Prawie pewne było, że zanurzony będzie płynął z tą samą szybkością co na powierzchni, nie zmieni też kierunku. To dawało wielorybnikom przewagę nad zazwyczaj niczego nie podejrzewającym zwierzęciem i pozwalało ocenić miejsce i czas wynurzenia.

## Harpun
Harpun nie zabijał wieloryba; był dlań jedynie dokuczliwą przeszkodą, której zwierzę pragnęło się pozbyć jak najszybciej. Poważnie raniony wieloryb zamieniał się w rozjuszonego potwora, który swymi rozpaczliwymi szarpnięciami stanowił realne zagrożenie dla marynarzy. Kiedy harpun wbijał się w ciało zwierzęcia, jeden z wioślarzy miał za zadanie nieustannie zwilżać gwałtownie rozwijającą się linę harpunniczą. Lina, ciągnięta przez rozjuszone zwierzę, przesuwała się z wielką szybkością wzdłuż pionowego słupka, tzw. pachołka. Zwilżanie chroniło ją przed zapaleniem wskutek tarcia.
W 1864 roku wymyślono coś, co zupełnie zmieniło oblicze wielorybnictwa. Svend Foyn zbudował prototyp działa harpunniczego, rodzaju zmodyfikowanego działa artyleryjskiego, które miotało wybuchający, zaopatrzony w zadziory harpun. Od tego czasu polowano z innych, większych łodzi, znanych pod nazwą wielorybniczych łodzi myśliwskich, będących w rzeczywistości dopasowanym do nowych potrzeb parowym statkiem wielorybniczym. Zmieniła się też rola harpunnika – miejsce silnego i zaprawionego miotacza zajął artylerzysta, bo właśnie spośród żołnierzy o takiej specjalności rekrutowano myśliwych na wielorybnicze łodzie myśliwskie.

## Łódź
Łódź wielorybnicza była nieznacznej wielkości w porównaniu z gigantycznym cielskiem wieloryba. Niespełna ośmiometrowa, zatłoczona, pełna lin, ostrych harpunów, lanc i ludzi robiła wrażenie niestabilnej. W czasach największego rozkwitu wielorybnictwa, w erze wielorybnictwa przemysłowego (I poł. XIX w.), ta niezbyt zgrabna, bo szeroka w części dziobowej, łódź była jednak chwilami najszybszym środkiem lokomocji na świecie. Działo się tak wtedy, gdy harpunnik wbijał harpun w ciało zwierzęcia, a lina przywiązana z jednej strony do harpuna, a z drugiej strony do pachołka, naprężała się i wieloryb zaczynał ciągnąć łódź z szybkością, której mogła jej pozazdrościć fregata. Wieloryb próbował nurkować, uciec, jednym słowem pozbyć się przyczepionego do jego boku balastu.

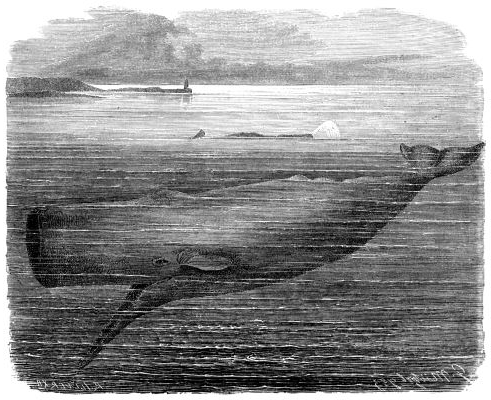
Kaszalot

## Kaszalot
Kaszalot to tylko jeden z wielorybów, na które polowano. Choć nie największy, to najgroźniejszy, ponieważ należy do zębowców i jego wielkie zęby mogą przeciąć człowieka na pół. Raniony harpunem próbował umknąć, w końcu jednak męczył się i wynurzał, by zaczerpnąć powietrza. Na to czekali wielorybnicy, a zwłaszcza oficer, któremu przysługiwało prawo zabicia zwierzęcia. Jeśli wieloryb wykazywał wciąż jeszcze dużą żywotność, przed zabiciem okaleczano go, przecinając specjalnym narzędziem ścięgna ogona. Wówczas doświadczony oficer mógł się wreszcie pokusić o znalezienie właściwego miejsca. Trafione zwierzę miotało się, wyrzucając nozdrzami fontannę krwawej posoki, co marynarze eufemistycznie określali czasem mianem „płonącego komina”. Miotające się zwierzę wymiotowało, krwawiło i bardzo szybko traciło siły. Czasami jednak zdychało dopiero po kilkunastu uderzeniach specjalną lancą o ostrym, szerokim i płaskim ostrzu.

## Oprawianie wieloryba
Pierwsi wielorybnicy po zabiciu wieloryba musieli go doholować do wybrzeża, gdzie dokonywano rozebrania tuszy, a w wybudowanych na brzegu piecach wytapiano tłuszcz. Wkrótce jednak okazało się, że po pewnych modyfikacjach statku można tę czynność przeprowadzić na morzu, nie zanieczyszczając plaży i z łatwością pozbywając się niechcianych resztek, a przede wszystkim unikając wielokilometrowego mozolnego holowania olbrzyma. Załoga łodzi dociągała cielsko do pokładu i przyczepiała do burty statku, z którego opuszczano poziomą deskę. Z tego chwiejnego pomostu długimi lancami dzielono cielsko zwierzęcia. Najpierw wycinano dziurę w jego boku; wbijano w tłuszcz hak i nacinano skórę i tłuszcz po bokach haka i dookoła zwierzęcia, dwoma długimi równoległymi cięciami w odstępie około 0,5 metra. Uruchomiona winda kotwiczna odrywała gigantyczny pasek tłuszczu i skóry, obracając bezwładne ciało martwego zwierzęcia dookoła jego osi. Oderwany kawał opuszczano do specjalnej komory pod pokładem i tam dzielono na mniejsze kawałki. Szczególnie dużo uwagi poświęcano czaszce kaszalota i jego wnętrznościom. W górnej części czaszki znajdowała się bowiem tzw. puszka, czyli rodzaj kostnego „zbiornika” zawierającego przejrzysty tłuszcz o niezwykłych właściwościach – spermacet. Do wnętrza opuszczano wiadra i wydobywano nimi ten niezwykle cenny surowiec. Ogromne emocje wzbudzało poszukiwanie ambry – najcenniejszego surowca otrzymywanego z kaszalota. Zwykle polegało to na sondowaniu jelit długimi lancami. Dla każdego wielorybnika wieloryb był tylko potencjalnym źródłem surowców. Zwykle opisywano go liczbą baryłek tłuszczu, które można zeń wytopić: pięćdziesięciobaryłkowiec, czterdziestobaryłkowiec.

## Wytapianie tłuszczu
Tłuszcz wieloryba ma inną konsystencję niż tłuszcz pozostałych ssaków. Jest sztywny i nie ma charakterystycznej galaretowatej konsystencji świeżej tkanki tłuszczowej zwierząt lądowych. Od kiedy na pokładach zaczęto montować specjalne piece do wytopu, na kilka dni po upolowaniu wieloryba statek wielorybniczy zmieniał się w miejsce przywodzące na myśl dantejskie piekło. W kotłach wytapiano olej, a odpady w postaci „skwarków” służyły jako paliwo. Statek wielorybniczy otaczała chmura smrodu, dymu i osiadającej na wszystkim sadzy. Wytapianie tłuszczu z jednego wieloryba trwało około trzech dni. Z 10 wielorybów można było wytopić około 450-500 baryłek.

## Wyprawy wielorybnicze
Ładownia przeciętnego trójmasztowca mieściła średnio kilkanaście tysięcy baryłek tłuszczu. Aby osiągnąć w miarę przyzwoity wynik, upoważniający do rozpoczęcia drogi powrotnej i legitymizujący trudy podjętej wyprawy, należało zabić i oprawić około 200–250 wielorybów. W wypadku dwuletniej wyprawy dawało to mordercze tempo około 2 wielorybów na tydzień. Na początku XIX wieku dziesięć tysięcy baryłek oleju z kaszalota można było sprzedać w Nowej Anglii za około 20 tysięcy dolarów – cena zależała nie tylko od popytu i podaży, ale i od rodzaju oleju. Do tego dochodził dochód z ambry, spermacetu i ewentualnie fiszbinu, jeśli łupem wielorybników padły również wieloryby fiszbinowe. Zaciągając się na rejs, marynarze z góry zgadzali na jakąś „dolę”; w przypadku chłopca kabinowego (pełniącego rolę pomocnika stewarda) mogła to być 1/198 ceny uzyskanej ze sprzedaży oleju, czyli około 100–150 dolarów za dwa lata ciężkiej i pełnej niebezpieczeństw pracy. W Moby Dicku Melville’a jeden z pobożnych kwakrów, właściciel statku, proponuje Izmaelowi udział w wysokości 1/277. Melville kilka lat spędził na statkach wielorybniczych, znał więc ten problem z bliska.

## Nowoczesne wielorybnictwo a ochrona waleni
Od początków rewolucji przemysłowej degradacji ulega środowisko naturalne, w tym oczywiście również środowisko wodne, zarówno wody słodkie jak morza i oceany. Z chwilą, gdy stało się jasne, że wiele zwierząt nie przetrwa tego procesu, rządy różnych krajów znalazły się pod silnym wpływem środowisk naukowych i ekologicznych postulujących wprowadzenie regulacji prawnych mających na celu ochronę środowiska i poszczególnych gatunków. Również rabunkowe wielorybnictwo zostało poddane surowej krytyce. W 1947 roku weszła w życie Konwencja o Uregulowaniu Wielorybnictwa; jej organem wykonawczym była Międzynarodowa Komisja Wielorybnicza (IWC; International Whaling Commission). Niestety, nie istniały żadne mechanizmy pozwalające na egzekwowanie ustaleń Konwencji. Wielorybnictwo podlegało prawom wolnego rynku, co już w latach 60. XX wieku doprowadziło do zdziesiątkowania populacji największych gatunków wielorybów: płetwala błękitnego, finwala, sejwala i humbaka. Podobnie rzecz się miała również z kaszalotem, na którego polowano przecież dopiero od XVIII wieku. Poza zarejestrowanymi flotami wielorybniczymi grasowały po morzach liczne jednostki polujące nielegalnie. W 1994 roku okazało się, że radzieckie floty wielorybnicze wykazywały jedynie 90% swoich połowów, co więcej nagminnie polowały na zwierzęta otoczone ochroną gatunkową. Podobnie rzecz się miała z Japonią, która tradycyjnie polowała również na mniejsze walenie. Do połowy lat 60. wszystkie kraje (poza ZSRR i Japonią) wycofały floty z obszarów antarktycznych; w 1987 roku opuściły te obszary radzieckie okręty wielorybnicze. Japonia została zmuszona do ograniczenia się do polowań na stosunkowo licznego jeszcze płetwala karłowatego.
Dodatkowo w Norwegii w 2020 roku Ministerstwo Handlu i Przemysłu (Nærings- og fiskeridepartementet) złagodziło wymogi dotyczących statków wypływających na połów. Złagodzenie przepisów ma zwiększyć liczbę jednostek wypływających na połów. Norwescy wielorybnicy wybili więcej wielorybów w 2020 r. niż przez trzy ostatnie lata. W roku 2020 zabito 481 płetwali karłowatych – o 52 więcej niż w poprzednim roku Prawie 70% wielorybów, będących celem norweskich wielorybników, to samice, z których wiele jest w ciąży. Polowanie ma także poważne konsekwencje dla zdrowia zwierząt. Każdego roku dziesiątki wielorybów ranionych przez harpuny ucieka, umierając powoli.

## Handel surowcami wielorybimi
Małe wielorybnictwo przybrzeżne jest dozwolone w krajach takich jak Japonia, Norwegia i Grenlandia, polowanie z nagonką na grindwale i delfiny stosuje się na Wyspach Owczych i w Japonii. Międzynarodowy obrót mięsem waleni został zakazany; jednak nadal kwitnie handel nielegalny. Nadal dozwolone są połowy na własne potrzeby, prowadzone metodami tradycyjnymi – z łodzi lub kajaka (Alaska, Filipiny). Ten sam status ma czasem polowanie przybrzeżne z użyciem małych statków myśliwskich. W miarę odzyskiwania świadomości etnicznej, coraz więcej ludów tubylczych upomina się o przywrócenie im praw do tradycyjnego polowania na walenie.